# 聖瑪爾定教堂 (華沙)

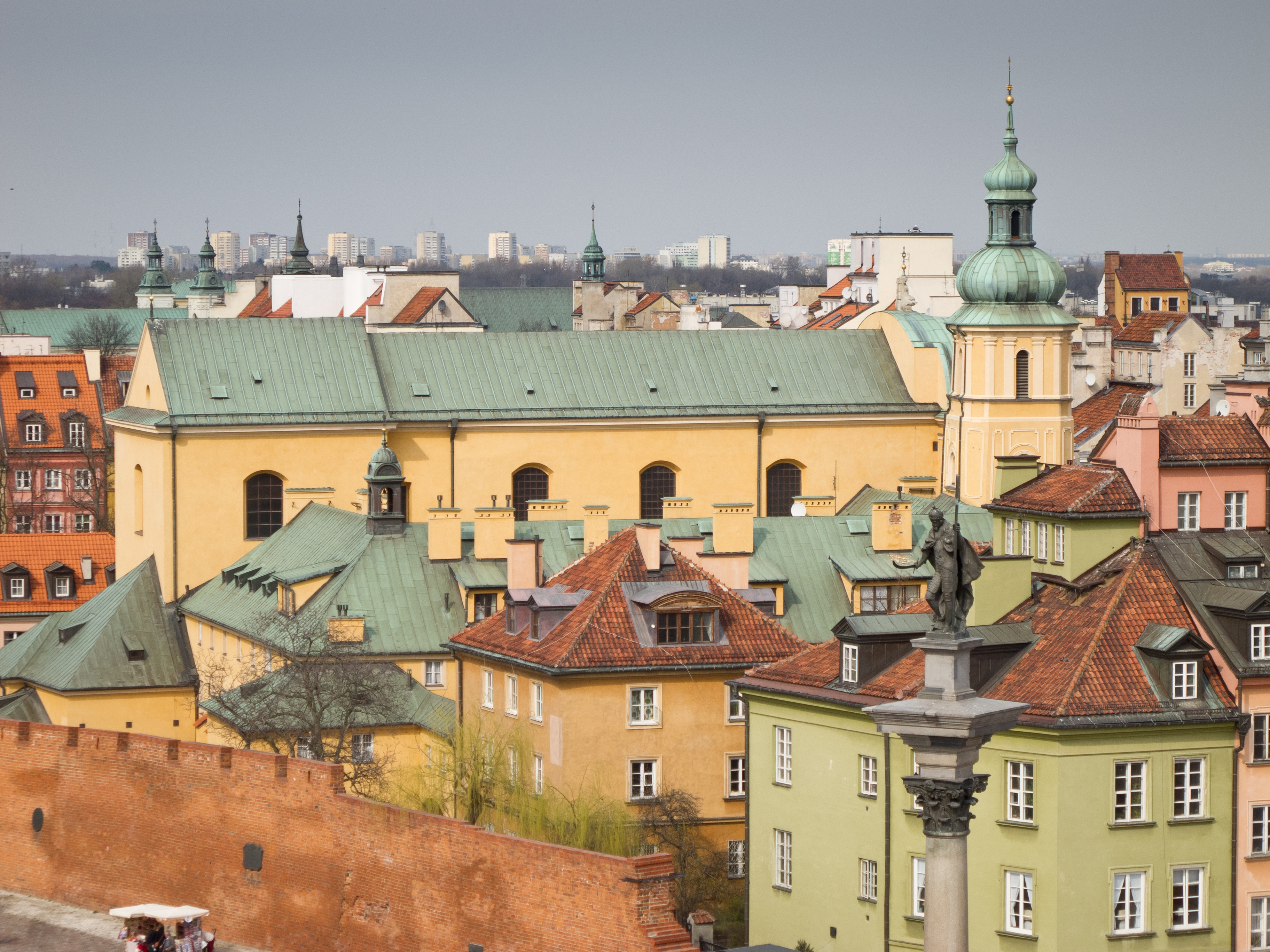
聖瑪爾定教堂

聖瑪爾定教堂（波蘭語：Kościół św. Marcina）是波蘭華沙的一座教堂，位於華沙老城區。教堂始建於1353年，外觀是哥特式建築。在德軍佔領波蘭期間，教堂被德國軍隊摧毀。現在的教堂是戰後重建的。